# Бездержавне суспільство
Бездержавне суспільство — суспільство, не кероване державою. Анархія (відповідно до ідей соціального анархізму) є різновидом такого суспільства, де, крім держави, відсутня будь-яка ієрархія, включаючи етнічну, економічну, релігійну, ідеологічну та сексуальну. Однак, навіть якщо якесь бездержавне суспільство не є анархією, зазвичай у таких суспільствах все одно немає зосередження влади, а якщо така влада є, то вона обмежена. Той, хто має владу в такому суспільстві, зазвичай не утримує її довго, а громадські механізми, які існують для прийняття рішень або вирішення конфліктів, — досить слабкі. Економічна організація та культурні норми в таких суспільствах дуже відрізняються.
Більшу частину людської історії люди жили в бездержавних суспільствах. У сучасному світі бездержавні суспільства також існують, хоча різні держави намагаються щосили їх асимілювати.
Політичні вчення анархо-комунізму та марксизму проголошують своїм кінцевим ідеалом бездержавне (та безкласове) суспільство.

## Доісторичні народи
В археології, антропології та історії бездержавне суспільство означає спільноту людей без складної структури та централізованого управління, наприклад плем'я, клан, банда або вождівство. Основний критерій «складності» спільноти визначається ступенем поділу праці, коли більшість людей зайнято у спеціалізованому виробництві або іншій спеціальній діяльності та пов'язане з іншими за допомогою сфери торгівлі та послуг, що регулюється за допомогою договорів та законів. Додатковим критерієм служить кількість населення — чим вона більша, тим більше різних домовленостей потрібно для регулювання взаємовідносин.
Останки найдавнішого з відомих міст-держав було знайдено у давній Месопотамії та датуються приблизно 3700 роком до н. е., отже, історія держави нараховує менше 6 тисяч років; протягом більшої частини людської історії держави просто не існувало. Біологічний вид «людина розумна» існує на планеті приблизно 200 тисяч років, разом історія спільнот, керованих державами, становить лише 3 % від усієї історії людства як виду.

Антрополог Роберт Л. Карнейро коментує:
Можна сперечатися щодо «157 автономних політичних одиниць» (суверенних країн), оскільки регіональні влади великих державах можуть зберігати власну політику автономності, але загалом тенденція незаперечна. Взагалі кажучи, археологічні дані свідчать про те, що держава виникла з бездержавної громади лише тоді, коли досить велика кількість населення (принаймні десятки тисяч осіб) більш-менш спільно і на спільній території перейшла до осілого сільськогосподарського суспільства від кочової спільноти мисливців та збирачів. Справді, однією з найчастіше декларованих функцій держави вважається захист території. Тим не менш, є і винятки: так, Лоренс Крейдер, наприклад, описує випадок татарської держави, політичної влади, що виникає з конфедерації кланів, які ведуть кочовий або напівкочовий спосіб життя скотарів.
Основною характеристикою державних функціонерів (королівських династій, солдатів, переписувачів, слуг, адміністраторів, юристів, збирачів податків, релігійних авторитетів тощо) служить те, що вони не здатні до самозабезпечення, а споживають матеріальні блага, створені іншими, які відбираються за допомогою механізму оподаткування у населення, що працює. Це передбачає достатній рівень продуктивності праці на душу населення, як мінімум достатній підтримки постійного рівня додаткового продукту (переважно продуктів харчування), асигнованого державною владою підтримки працездатності державних чиновників. Таких постійних надлишків, як правило, не може вироблятися у потрібній кількості в невеликих родових або кланових громадах.
Археолог Грегорі Поссель стверджував, однак, що немає жодних доказів того, що відносно складна, урбаністична Харапська цивілізація, що процвітала приблизно з 2500 до 1900 рр. до зв. е. в долині Інда, мала щось нагадуюче централізований державний апарат. Немає жодних доказів у вигляді розкопаних останків палаців, храмів, могил правлячої або васальної династії, документальних архівів централізованої бюрократії, ознак єдиної державної релігії — нічого такого, що зазвичай вважається свідченням державного апарату.
Крім того, в ранніх великомасштабних людських поселеннях кам'яної доби, таких як Чатал-Хююк та Єрихон, також немає свідчень існування державної влади. Чатал-Хююк являв собою фермерське співтовариство (7300—6200 рр. до н. е.), що займало площу 13 гектарів і мало приблизне населення у 5000—10000 жителів.
У міру розширення своїх кордонів, суспільства, засновані на сучасному типі держави, витіснили тубільне населення.

## Соціальна та економічна організація
Антропологи виявили, що соціальна стратифікація не є стандартом у всіх суспільствах. Джон Гоуді пише: «Припущення про поведінку людини, що вважається серед членів ринкового суспільства універсальним, і говорить, що людині властиві виключно корисливі мотиви і що соціальне розшарування природно, не поширюється на багато відомих народів мисливців-збирачів».
Економіки бездержавних сільськогосподарських товариств зазвичай націлені на організацію натурального сільського господарства на рівні громад і мають тенденцію швидше до диверсифікації виробництва, ніж до спеціалізації в тій чи іншій галузі праці.
Багато бездержавних суспільствах конфлікти між сім'ями вирішуються зверненням до спільноти. Кожна зі сторін, що сперечаються, може висловити свою позицію, і спільнота, що часто зводиться до поради найшанованіших мешканців поселення, приймає рішення щодо ситуації. Навіть коли немає жодних юридичних чи силових повноважень щодо реалізації рішень громади, люди схильні цих рішень дотримуватись через бажання вижити — зберегти прийняття та повагу їх суспільством.